# Aubière
Aubière est une commune française située dans le département du Puy-de-Dôme, en région Auvergne-Rhône-Alpes.
Intégrée dans l'unité urbaine et l'aire d'attraction de Clermont-Ferrand, la ville, peuplée de 10 273 habitants en 2022, abrite notamment le campus des Cézeaux, un grand nombre d'équipements sportifs ainsi qu'une vaste zone commerciale.

## Géographie

### Localisation
Aubière se situe dans l'agglomération sud de Clermont-Ferrand, au cœur du Puy-de-Dôme, à 3,7 km au sud-est du chef-lieu du département Clermont-Ferrand,.
Elle jouxte les communes de Clermont-Ferrand, de Beaumont, de Romagnat, de Pérignat-lès-Sarliève et de Cournon-d'Auvergne.
|          | Clermont-Ferrand |                       |
| Beaumont | Aubière          | Cournon-d'Auvergne    |
| Romagnat |                  | Pérignat-lès-Sarliève |

### Géologie et relief
La commune s'étend sur 768 hectares ; son altitude varie entre 343 et 467 mètres. Cette altitude maximale correspond au sommet du Puy, où le chemin des Gravins franchit le col du Puy, au sud de la commune.

### Hydrographie

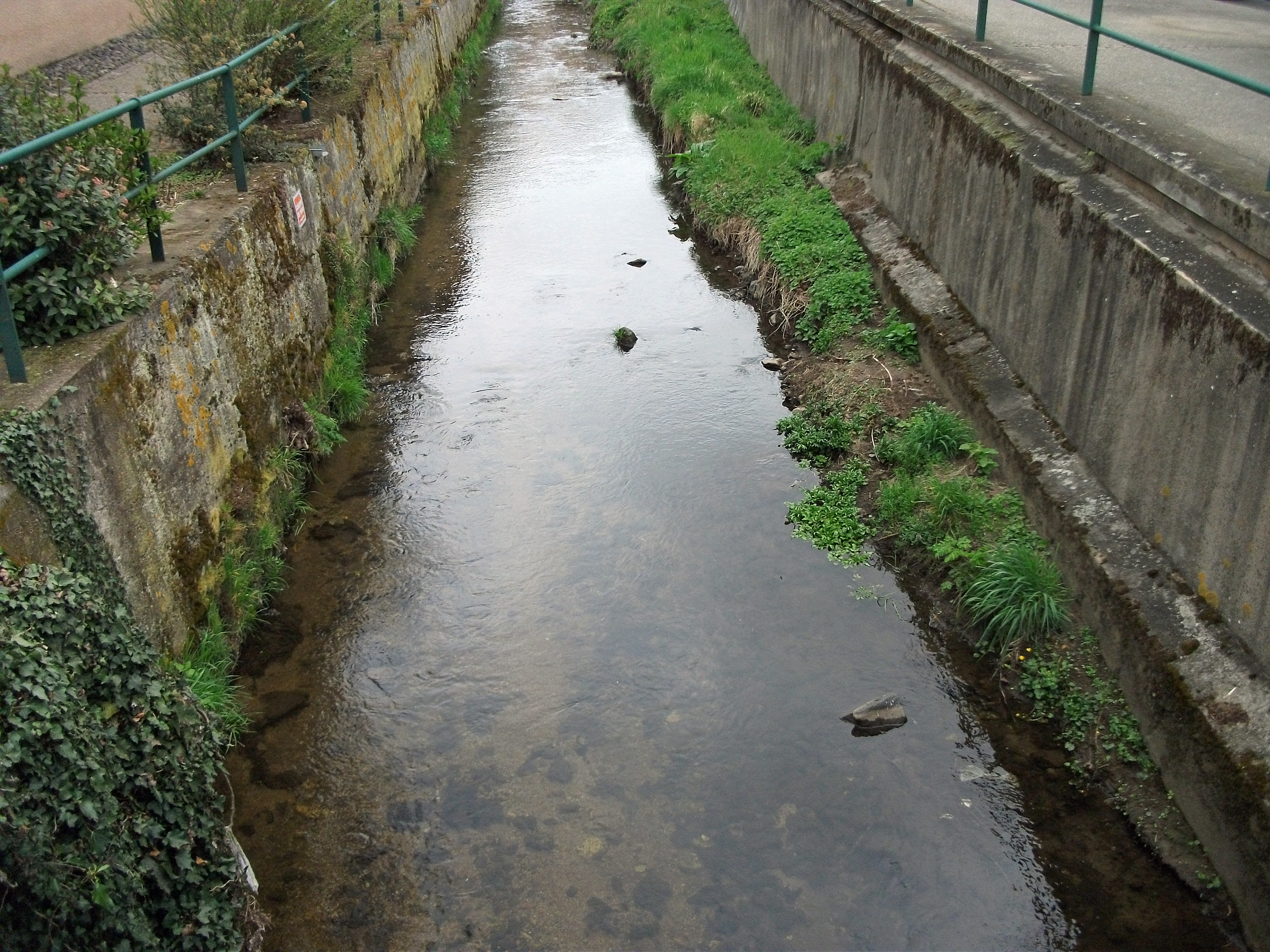
L'Artière à 200 m de la place des Ramacles.

La commune est traversée par l'Artière, affluent de l'Allier, un cours d'eau l'irriguant d'est en ouest.
Néanmoins, cette rivière, qui coule en grande partie en souterrain, « partiellement canalisée », peut entrer en crue à tout moment. La qualité de l'eau s'altère dès la confluence avec un de ses affluents, la Gazelle, provenant de Romagnat. Celle-ci est aussi due à l'urbanisation autour de la place des Ramacles et de la ZAC des Sauzes.

### Climat
Pour des articles plus généraux, voir Climat d'Auvergne-Rhône-Alpes et Climat du Puy-de-Dôme.
En 2010, le climat de la commune est de type climat océanique dégradé des plaines du Centre et du Nord, selon une étude du Centre national de la recherche scientifique s'appuyant sur une série de données couvrant la période 1971-2000. En 2020, Météo-France publie une typologie des climats de la France métropolitaine dans laquelle la commune est exposée à un climat de montagne ou de marges de montagne et est dans la région climatique Nord-est du Massif Central, caractérisée par une pluviométrie annuelle de 800 à 1 200 mm, bien répartie dans l’année.
Pour la période 1971-2000, la température annuelle moyenne est de 11 °C, avec une amplitude thermique annuelle de 16,2 °C. Le cumul annuel moyen de précipitations est de 697 mm, avec 8,8 jours de précipitations en janvier et 6,8 jours en juillet. Pour la période 1991-2020, la température moyenne annuelle observée sur la station météorologique de Météo-France la plus proche, « Clermont-Ferrand », sur la commune de Clermont-Ferrand à 4 km à vol d'oiseau, est de 12,1 °C et le cumul annuel moyen de précipitations est de 563,4 mm,. Pour l'avenir, les paramètres climatiques de la commune estimés pour 2050 selon différents scénarios d'émission de gaz à effet de serre sont consultables sur un site dédié publié par Météo-France en novembre 2022.
| Mois                                  | jan.             | fév.            | mars             | avril           | mai             | juin          | jui.            | août           | sep.            | oct.            | nov.             | déc.             | année     |
| ------------------------------------- | ---------------- | --------------- | ---------------- | --------------- | --------------- | ------------- | --------------- | -------------- | --------------- | --------------- | ---------------- | ---------------- | --------- |
| Température minimale moyenne (°C)     | 0,6              | 0,6             | 3                | 5,3             | 9,1             | 12,6          | 14,5            | 14,4           | 10,9            | 8,3             | 3,9              | 1,4              | 7,1       |
| Température moyenne (°C)              | 4,3              | 5,1             | 8,3              | 10,9            | 14,8            | 18,4          | 20,6            | 20,6           | 16,7            | 13              | 7,9              | 5                | 12,1      |
| Température maximale moyenne (°C)     | 8                | 9,5             | 13,7             | 16,6            | 20,5            | 24,2          | 26,8            | 26,8           | 22,5            | 17,8            | 12               | 8,6              | 17,3      |
| Record de froid (°C) date du record   | −23,1 05.01.1971 | −29 14.02.1929  | −21,3 11.03.1931 | −7,1 08.04.03   | −4,2 02.05.1938 | 1 02.06.1975  | 3,8 03.07.1948  | 2,4 24.08.1980 | −3 24.09.1928   | −9,2 29.10.1997 | −11,8 23.11.1993 | −25,8 18.12.1933 | −29 1929  |
| Record de chaleur (°C) date du record | 22,1 30.01.02    | 25,9 28.02.1960 | 26,6 25.03.1981  | 31,3 16.04.1949 | 33 17.05.1945   | 40,9 26.06.19 | 40,7 31.07.1983 | 40,4 24.08.23  | 36,8 16.09.1987 | 33,2 02.10.23   | 24,7 08.11.15    | 21,9 30.12.1925  | 40,9 2019 |
| Ensoleillement (h)                    | 846              | 1 096           | 1 654            | 1 791           | 1 997           | 2 252         | 2 556           | 2 432          | 1 914           | 136             | 903              | 777              | 19 579    |
| Précipitations (mm)                   | 26,6             | 18,7            | 26,1             | 51,1            | 66,5            | 67,5          | 63,3            | 62             | 57,5            | 48,8            | 46,2             | 29,1             | 563,4     |

## Urbanisme

### Typologie
Au 1er janvier 2024, Aubière est catégorisée grand centre urbain, selon la nouvelle grille communale de densité à sept niveaux définie par l'Insee en 2022.
Elle appartient à l'unité urbaine de Clermont-Ferrand, une agglomération intra-départementale regroupant 17  communes, dont elle est une commune de la banlieue,,. Par ailleurs la commune fait partie de l'aire d'attraction de Clermont-Ferrand, dont elle est une commune du pôle principal,. Cette aire, qui regroupe 209 communes, est catégorisée dans les aires de 200 000 à moins de 700 000 habitants,.

### Occupation des sols

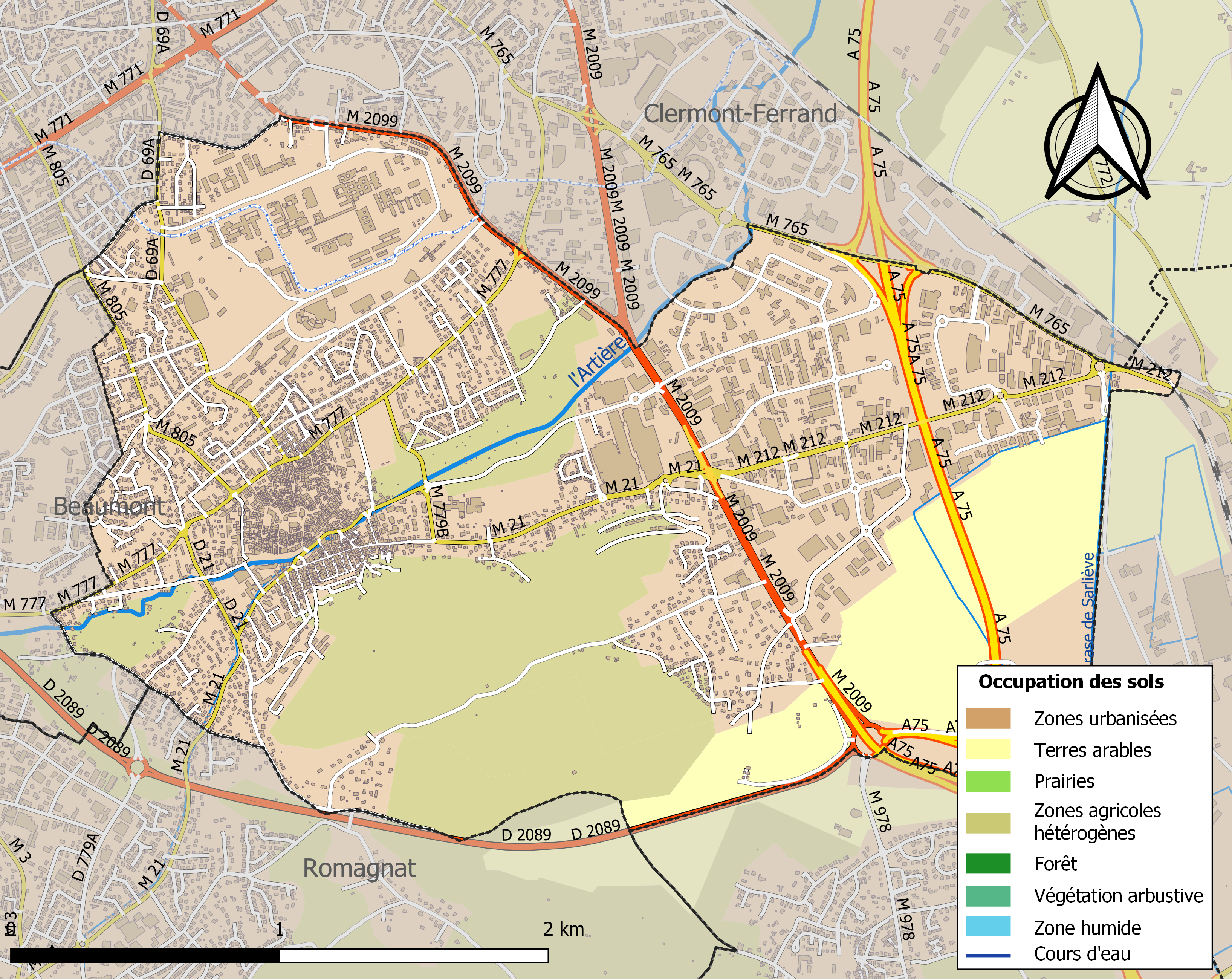
Carte des infrastructures et de l'occupation des sols de la commune en 2018 (CLC).

L'occupation des sols de la commune, telle qu'elle ressort de la base de données européenne d’occupation biophysique des sols Corine Land Cover (CLC), est marquée par l'importance des territoires artificialisés (67,8 % en 2018), en augmentation par rapport à 1990 (55,7 %). La répartition détaillée en 2018 est la suivante : zones industrielles ou commerciales et réseaux de communication (31,4 %), zones urbanisées (30,7 %), zones agricoles hétérogènes (20,7 %), terres arables (11,5 %), espaces verts artificialisés, non agricoles (5,7 %).
L'IGN met par ailleurs à disposition un outil en ligne permettant de comparer l’évolution dans le temps de l’occupation des sols de la commune (ou de territoires à des échelles différentes). Plusieurs époques sont accessibles sous forme de cartes ou photos aériennes : la carte de Cassini (XVIIIe siècle), la carte d'état-major (1820-1866) et la période actuelle (1950 à aujourd'hui).

### Morphologie urbaine

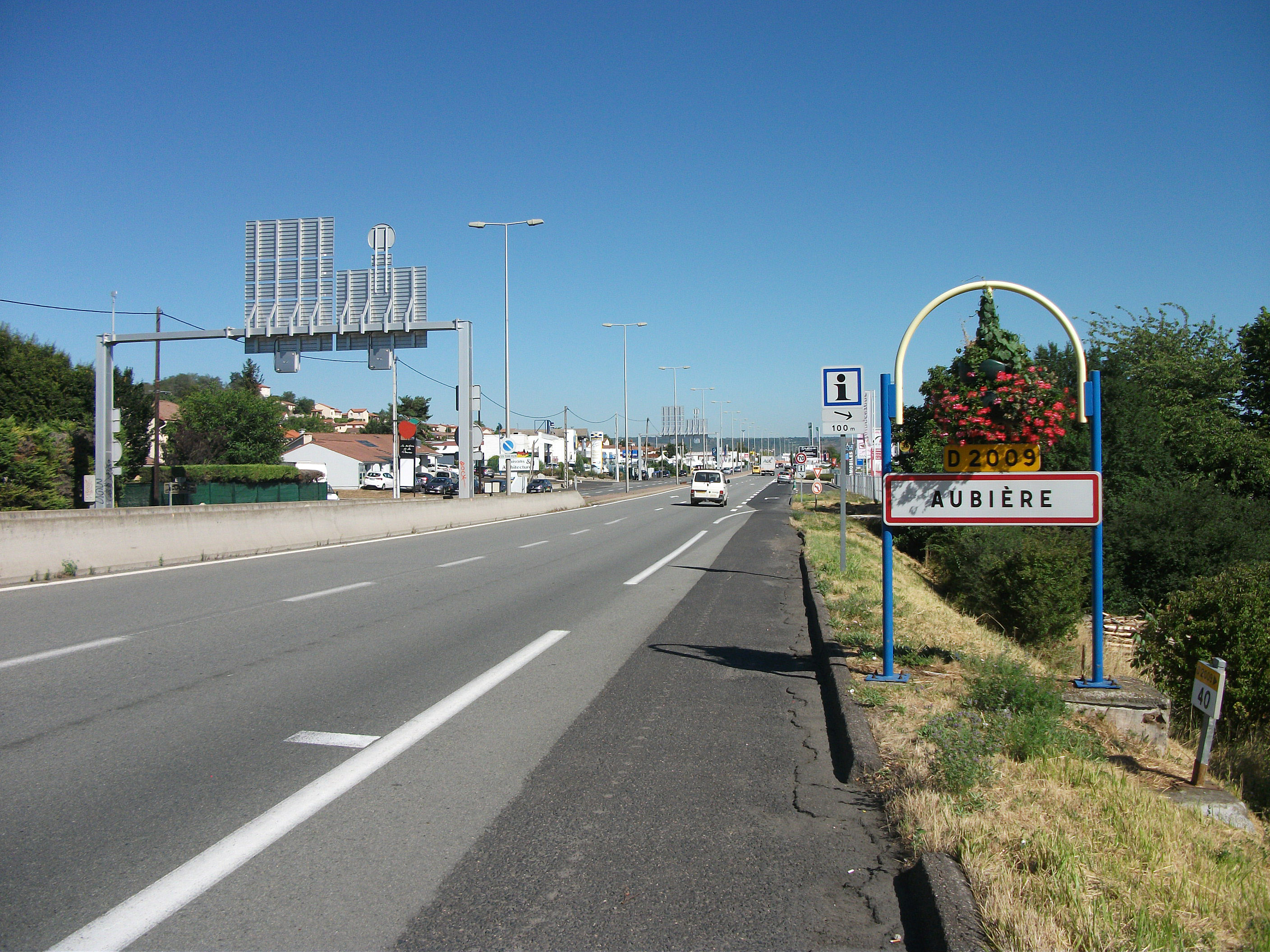
Entrée sud d'Aubière.

L'urbanisation est limitée au sud du centre-ville par le puy d'Aubière, espace naturel de 1,1 km2, et au nord par le plateau des Cézeaux.
Celle-ci est plus importante dans la zone commerciale bordant les routes métropolitaines 2009 et 212.
Toutefois, les entrées de ville sont peu attrayantes, notamment l'entrée sud de l'agglomération par l'avenue du Roussillon.

### Logement
L'offre en petits logements est très concentrée sur le secteur d'Aubière.
En 2013, la commune comptait 5 296 logements, contre 5 226 en 2008. Parmi ces logements, 90,2 % étaient des résidences principales, 1,8 % des résidences secondaires et 8 % des logements vacants. Ces logements étaient pour 53,5 % d'entre eux des maisons individuelles et pour 45 % des appartements.
La proportion des résidences principales, propriétés de leurs occupants était de 51,4 %, soit autant qu'en 2008. La part de logements HLM loués vides était de 9,1 % (contre 6,8 %).

### Planification de l'aménagement
Le plan local d'urbanisme (PLU) a été approuvé par délibération du conseil municipal du 8 avril 2008 et révisé le 29 juin 2018.
Depuis le 1er janvier 2017, Clermont Auvergne Métropole est compétente en matière d'élaboration des plans locaux d'urbanisme. Les PLU des communes de la métropole sont valables jusqu'à l'approbation d'un plan local d'urbanisme métropolitain (PLUM) qui sera effectif en 2022.

### Voies de communication et transports

#### Réseau routier
La ville d'Aubière est desservie par l'autoroute A75 reliant Clermont-Ferrand à Béziers, qui traverse l'est de son territoire. Deux échangeurs la desservent :
- l'échangeur no 1, débouchant sur la route métropolitaine 765 (M 765) desservant le parc technologique de la Pardieu et sa zone commerciale, ainsi que Cournon-d'Auvergne et Billom ;
- l'échangeur no 2, desservant le sud de l'agglomération, débouche sur un grand giratoire où partent les routes métropolitaines 2009 (l'ancienne route nationale 9) par l'avenue du Roussillon, et 978 (desservant Pérignat-lès-Sarliève), ainsi que la route départementale 2089 (en direction de Bordeaux, La Bourboule, Mont-Dore, Romagnat et Beaumont).

La route métropolitaine (M) 2009, ancienne route nationale 9, traverse l'agglomération clermontoise du nord au sud. Elle passe sur le territoire de la commune comme un axe urbain à deux fois deux voies, nommée avenue du Roussillon, et desservant la zone commerciale Plein Sud. Après l'échangeur de Pérignat-lès-Sarliève, elle se raccorde à l'autoroute. À hauteur du Pont d'Aubière, la M 2099 se raccorde au centre de Clermont-Ferrand, en longeant la frontière communale et croise la ligne de tramway à la station Margeride.
C'est dans cette commune que débute la M 212, desservant la zone commerciale et industrielle des Ribes, nommée avenue de Cournon (appelée localement « kilomètre lancé »[réf. souhaitée]). La M 765, ou avenue Ernest-Cristal, longe la frontière administrative avec Clermont-Ferrand en desservant le parc technologique de la Pardieu et d'autres zones commerciales.
Autour du centre-ville, la M 21 relie la zone commerciale Plein Sud à Romagnat. Le territoire communal est également desservi par les routes métropolitaines 69a (rue Pasteur), 777 (vers Beaumont), 779b et 805 (avenue Jean-Noëllet).
La commune a instauré une zone de rencontre dans le centre historique en septembre 2012.
Néanmoins, les entrées d'agglomération sont saturées, car fréquentées par des usagers se rendant à leur travail ou dans une zone commerciale.

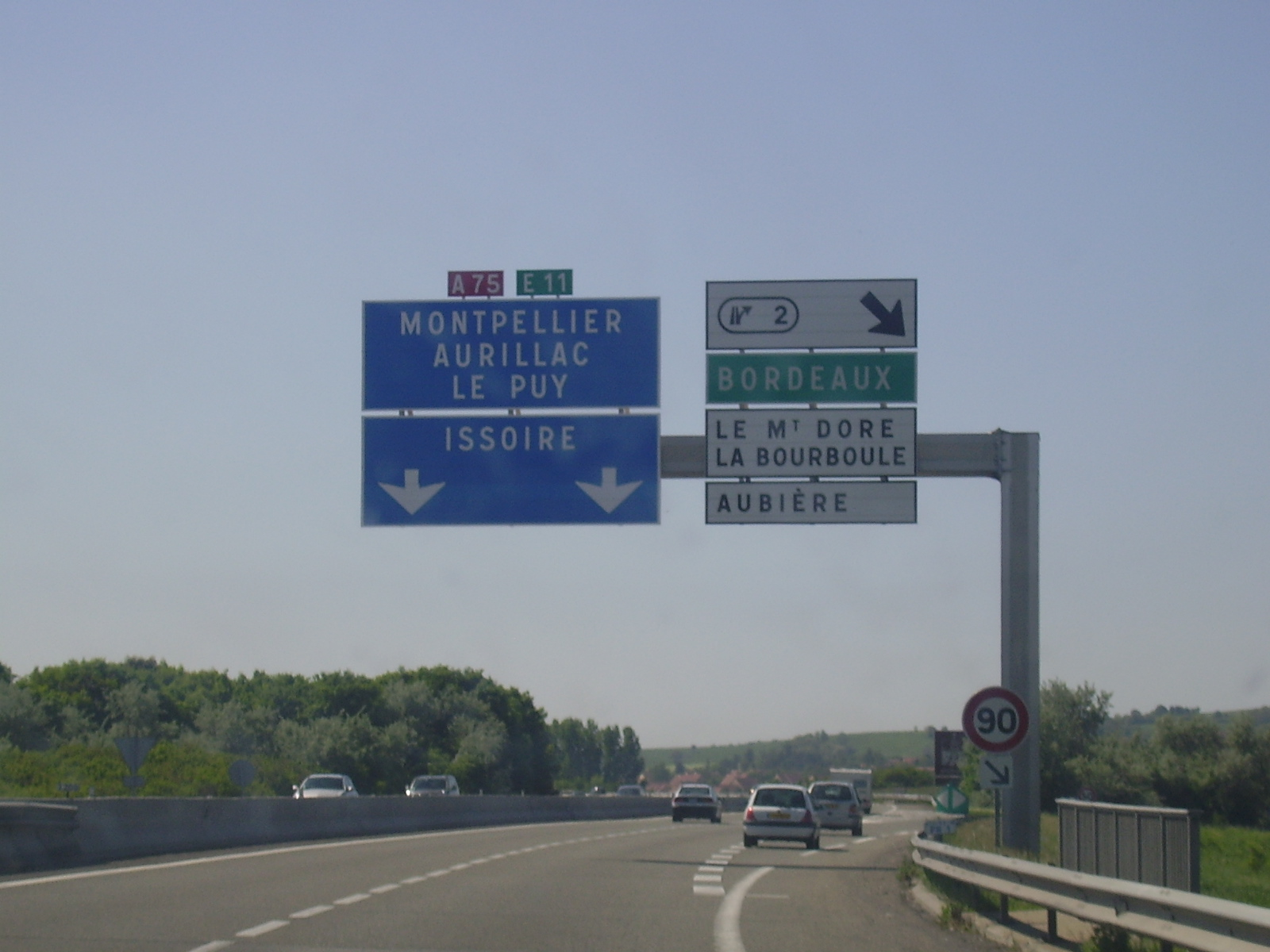
L'échangeur de Pérignat-lès-Sarliève dessert la commune d'Aubière. Ici, l'autoroute A75 en direction d'Issoire, en 2010.
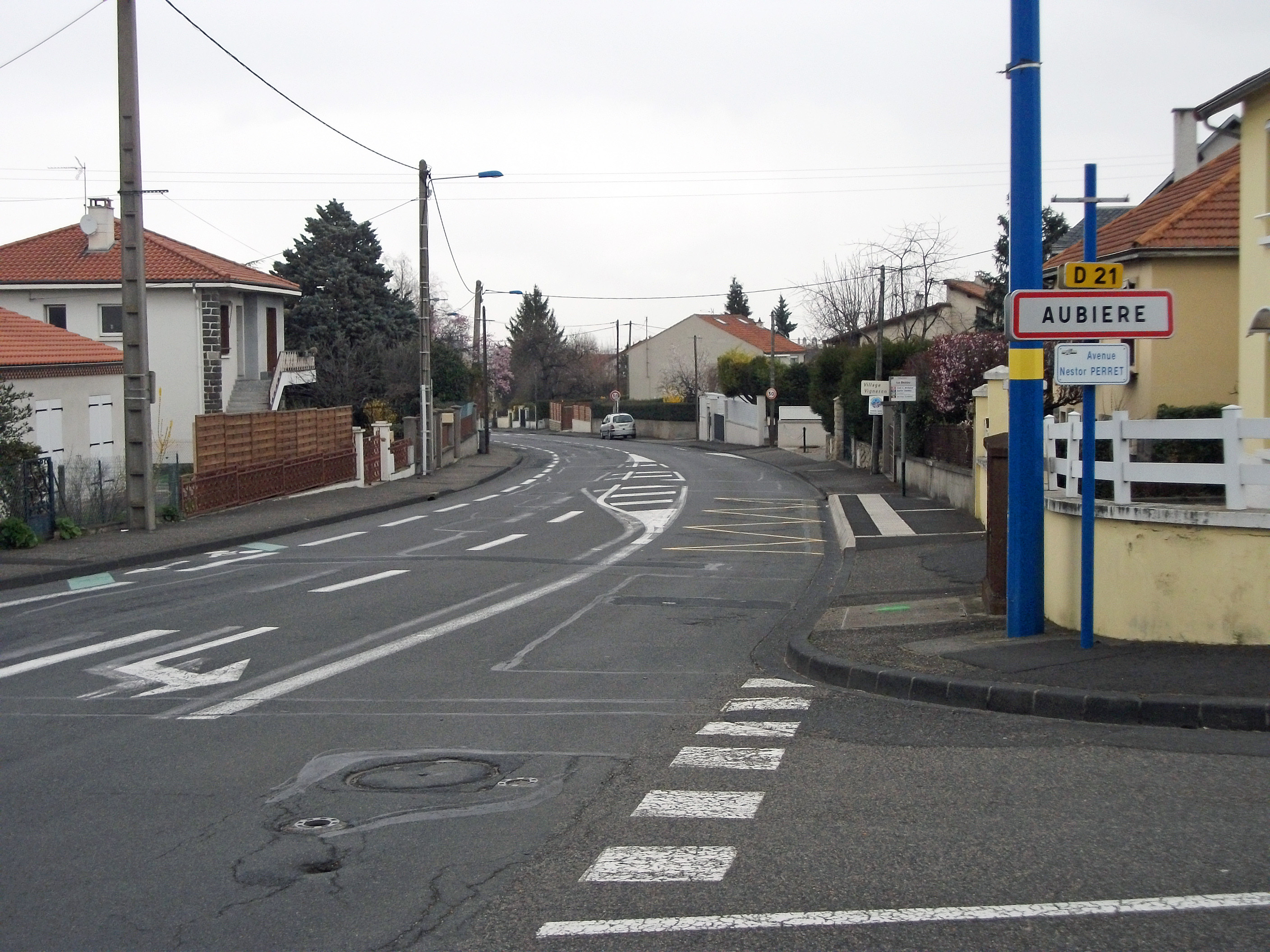
Entrée depuis Romagnat par la D 21 en 2015.
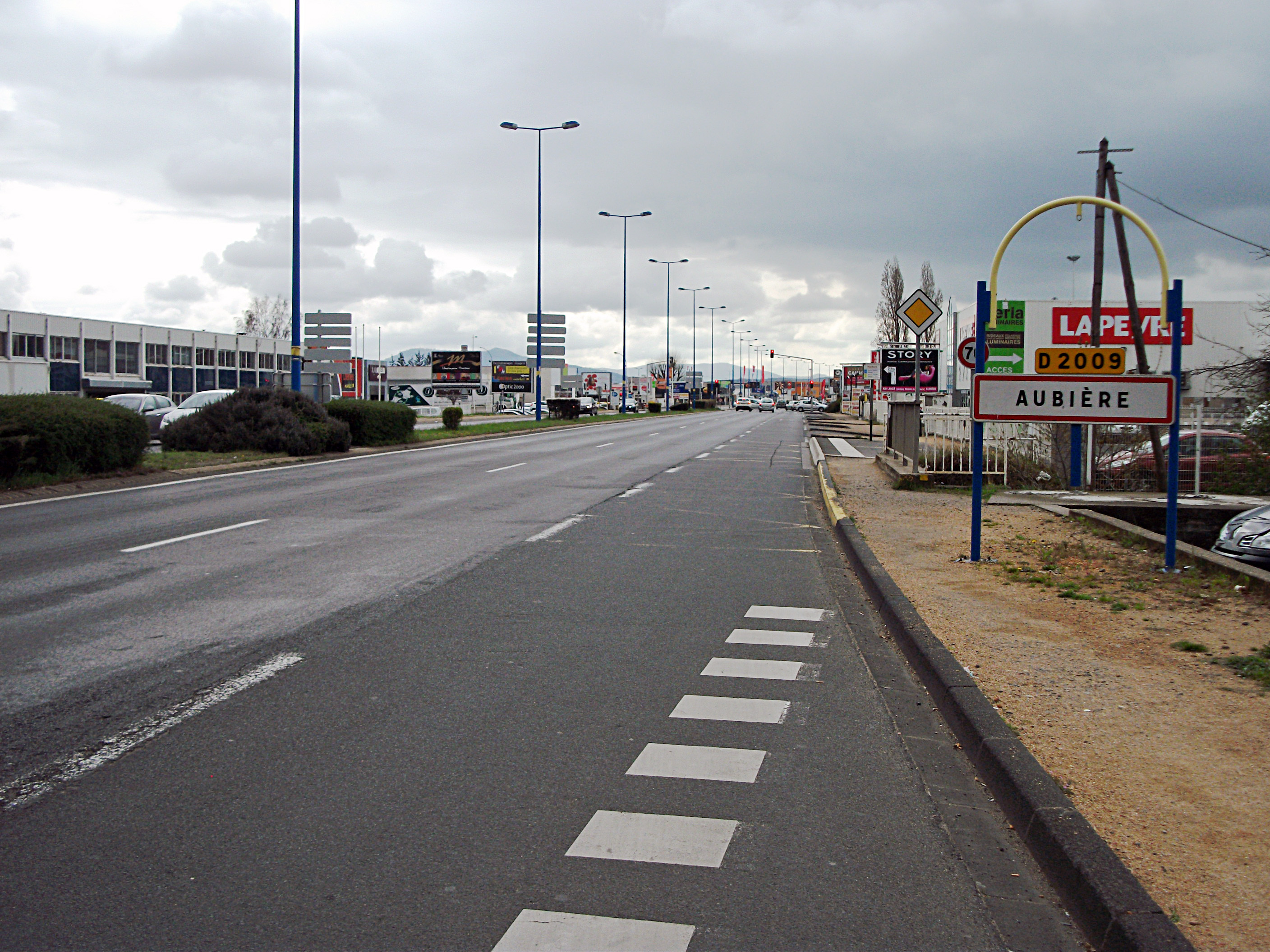
Entrée d'Aubière par la départementale 2009, en direction d'Issoire, en 2015.

#### Aménagements cyclables
Les aménagements cyclables sont rares, comme sur l'avenue de la Margeride (route métropolitaine 2099), ou autour du parc de l'Europe.

#### Transport ferroviaire
Les gares les plus proches sont situées sur la commune limitrophe de Clermont-Ferrand : la gare principale, desservie par des trains TER Auvergne-Rhône-Alpes et grandes lignes vers Paris, ainsi que la gare de Clermont-La Pardieu (pour la desserte régionale, essentiellement vers le sud de l'Auvergne).

#### Transports en commun

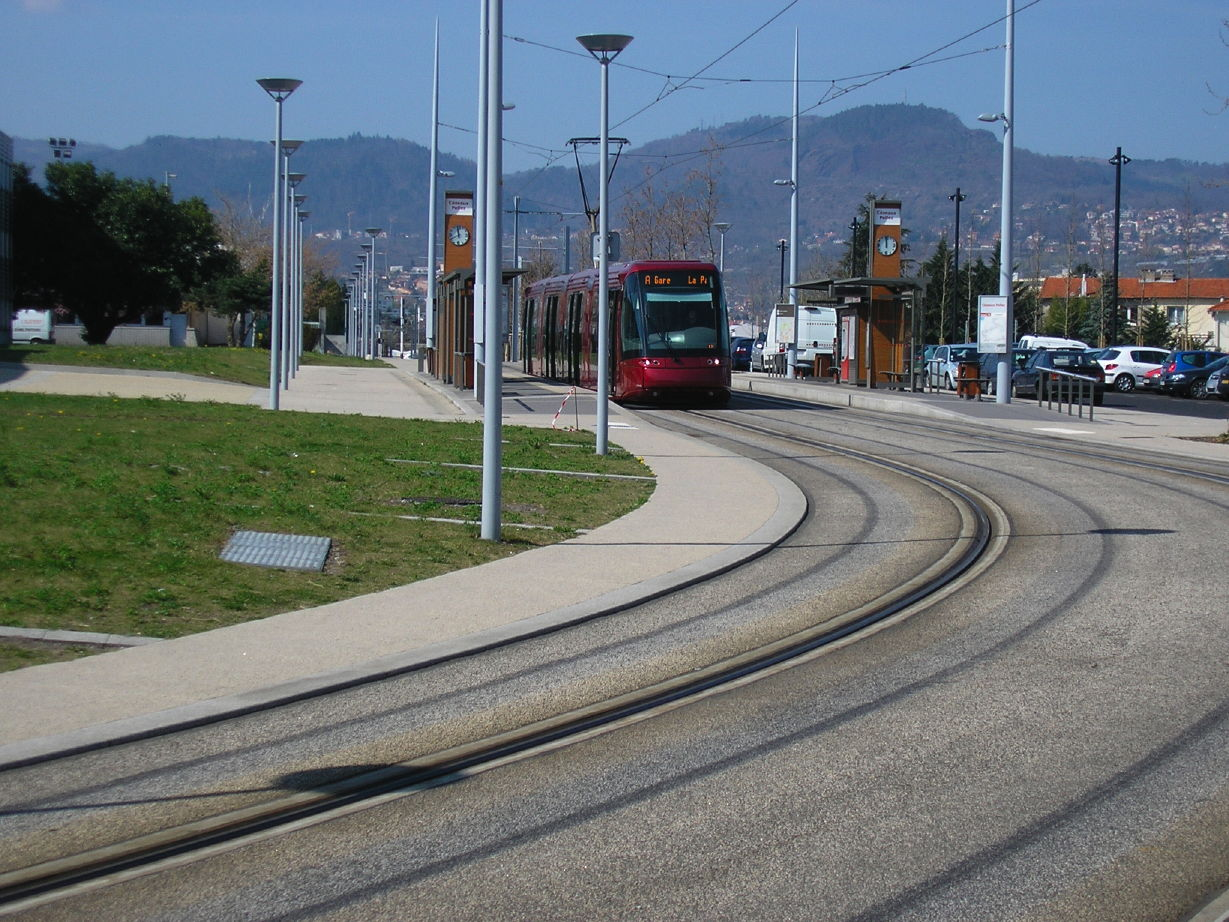
La commune est desservie par le tramway, ainsi que des bus du réseau T2C.

Depuis le 27 août 2007, la commune d'Aubière est desservie par trois arrêts du tramway (Cézeaux Pellez, Campus et Margeride), exploité par T2C, afin de desservir le campus des Cézeaux. En outre, elle est desservie par quatre lignes de bus.
La ligne 3 relie le nord de Clermont-Ferrand (stade Gabriel-Montpied ou quartier des Vignes) à la place des Ramacles et à Romagnat. Venant du centre-ville de Clermont-Ferrand, cette ligne plonge vers le sud après avoir traversé le quartier Saint-Jacques. Certaines courses sont prolongées à Romagnat. Cette ligne est la seule, avec le tramway, à circuler les dimanches et les jours fériés, les trois autres lignes suivantes ne circulant que du lundi au samedi.
La ligne 12 relie la place Delille (arrêt Delille Montlosier) au quartier Chambon. Cette ligne dessert aussi le centre-ville et se termine au droit de la zone commerciale Plein Sud.
La ligne 13, venant des hauts de Chamalières, dessert le quartier Chambon, terminus partiel (certains bus continuent, aux heures de pointe, jusqu'au terminus des Horts à Pérignat-lès-Sarliève).
La ligne 21, venant de Cébazat, se termine au quartier Chambon ; certaines courses sont prolongées jusqu'à la zone commerciale du kilomètre lancé et la zone industrielle des Ribes.

### Risques naturels et technologiques
Aubière est soumise aux risques naturels de feu de forêt, d'inondation, de mouvement de terrain, de phénomènes liés à l'atmosphère et météorologique, ainsi que de séisme, ainsi qu'aux risques technologiques de transport de matières dangereuses. Elle a élaboré un DICRIM.
Le risque d'inondation (et de crue torrentielle ou à montée rapide de cours d'eau) concerne le bassin de la rivière Artière. Un plan de prévention des risques naturels (PPRn) inondation sur le bassin de l'Artière, concernant cinq communes, a été prescrit par un arrêté du 27 décembre 1999 et approuvé le 6 mars 2002,. Un PPRNPi étendu à l'agglomération clermontoise a été prescrit le 24 juillet 2014.
La commune est également exposée au risque mouvement de terrain (par affaissements et effondrements liés aux cavités souterraines ou par tassements différentiels).
Treize arrêtés de catastrophe naturelle ont également été reconnus, depuis les tempêtes de 1982 jusqu'aux inondations et coulées de boue survenues en 2000,.
La commune est soumise au risque de transport de matières dangereuses, sur l'autoroute A75 et les axes structurants (avenue de Cournon, contournement sud, etc.). Il existe aussi des conduites de gaz naturel.

## Toponymie
Les habitants de la commune sont appelés les Aubiérois et les Aubiéroises. Son est en occitan : Aubèira.
La commune s'appelait Aubieres sous l'an II. Le Bulletin des lois modifie son nom : Aubière et Pérignat, nom proche de la municipalité de 1793 (Aubieres et Perrignat). Elle retrouve sa dénomination actuelle après la scission de Pérignat-lès-Sarliève en 1873.

## Histoire
Le monument le plus ancien de la commune date de la Préhistoire. C'est le Menhir du Pont d’Aubières ou des Sauzes dit aussi La Pierre Piquée, qui se dresse au lieu-dit les Sauzes. Une seconde pierre remarquable de la commune est dressée à l'angle de la rue de Pourliat et du chemin des Prés de Roche. De forme paralléllépipédique, elle semble être de facture plus tardive et évoque plutôt une borne de limite, peut-être médiévale. Curieusement, elles semblent porter toutes les deux le même nom de Pierre Piquée (évolution de Pierre Fichée en terre) typique des monuments anciens.
Les premières traces de la commune remontent au XIIe siècle, où elle se développa dans l'enceinte du château. Jusqu'à la fin du XIXe siècle, Aubière abritait une forte activité viticole qui a cessé à la suite de l'épidémie de phylloxéra. Témoins de cette activité, la plupart des maisons du bourg sont pourvues d'un cuvage, et de nombreuses caves construites sur les flancs nord et sud de la vallée de l'Artière qui traverse le bourg. Il ne reste aujourd'hui qu'un seul viticulteur installé sur la commune d'Aubière.
La particularité de ces caves est qu'elles sont construites en hauteur, en raison de la présence d'une nappe phréatique causant une trop forte humidité en sous-sol. Une légende urbaine veut donc, que l'on parle alors de « monter à la cave » plutôt que de « descendre à la cave ».
Le Musée de la vigne et du vin conserve les outils traditionnels utilisés pour la viticulture et des documents d'archives. La portée de ce musée ne se limite pas à la commune d'Aubière, mais s'étend aux vins d'Auvergne.
L'expansion urbaine se confirme dans les années 1960 ; dans les années 1970 sont construits les premiers bâtiments du campus des Cézeaux et les zones commerciales en bordure de la nationale 9.

## Politique et administration

### Découpage territorial
La commune d'Aubière est membre de la métropole Clermont Auvergne Métropole, un établissement public de coopération intercommunale (EPCI) à fiscalité propre créé le 24 décembre 1999 (en tant que communauté d'agglomération Clermont Communauté, devenue communauté urbaine le 1er janvier 2017 et métropole depuis le 1er janvier 2018) dont le siège est à Clermont-Ferrand. Ce dernier est par ailleurs membre d'autres groupements intercommunaux.
Sur le plan administratif, elle a d'abord été rattachée au district de Clermont-Ferrand en 1793, devenu l'arrondissement de Clermont-Ferrand en 1801, à la circonscription administrative de l'État du Puy-de-Dôme et à la région Auvergne-Rhône-Alpes. Elle était membre du canton d'Aubieres sous l'an II puis en 1801 du canton de Clermont-Ferrand-Sud ; elle redevient chef-lieu de canton par un décret de 1982.
Sur le plan électoral, elle dépend du canton d'Aubière pour l'élection des conseillers départementaux, depuis le redécoupage cantonal de 2014 entré en vigueur en 2015, et de la quatrième circonscription du Puy-de-Dôme pour les élections législatives, depuis le dernier découpage électoral de 2010.

### Élections municipales et communautaires

#### Élections de 2020
Le conseil municipal d'Aubière, commune de plus de 1 000 habitants, est élu au scrutin proportionnel de liste à deux tours (sans aucune modification possible de la liste), pour un mandat de six ans renouvelable. Compte tenu de la population communale, le nombre de sièges à pourvoir lors des élections municipales de 2020 est de 33. Les trente-trois conseillers municipaux sont élus au second tour avec un taux de participation de 50,25 %, se répartissant en : vingt-cinq élus issus de la liste de Sylvain Casildas et huit élus issus de la liste de Florent Guitton.
Les trois sièges attribués à la commune au sein du conseil métropolitain de Clermont Auvergne Métropole sont répartis comme suit : deux élus issus de la liste de Sylvain Casildas et un élu issu de la liste de Florent Guitton.
Le conseil municipal, réuni le 3 juillet 2020 pour élire le nouveau maire, Sylvain Casildas, a désigné sept adjoints.

#### Chronologie des maires
| Période                                  | Période                      | Identité                       | Étiquette    | Qualité                                                                                                  |
| ---------------------------------------- | ---------------------------- | ------------------------------ | ------------ | --- |
| Les données manquantes sont à compléter. |                              |                                |              | |
| 1800                                     | 1812                         | Guillaume Girard               | -            | Notaire                                                                                                  |
| 1812                                     | 1827                         | Louis Voiret                   | -            | Médecin                                                                                                  |
| 1827                                     | 1848                         | Jean Foulhouze                 | -            | Notaire                                                                                                  |
| 1848                                     | 1854                         | Michel Noëllet dit Lacourtière | -            | Agriculteur                                                                                              |
| 1854                                     | 1855                         | François Casière               | -            | Agriculteur                                                                                              |
| 1855                                     | 1867                         | Pierre Henri Daumas-Foulhouze  | -            | Notaire                                                                                                  |
| 1867                                     | 1870                         | Martin Gioux-Chatagnier        | -            | Agriculteur                                                                                              |
| 1870                                     | 1874                         | Michel Roche-Chaduc            | -            | Agriculteur                                                                                              |
| 1874                                     | 1876                         | François Cassière-Noëllet      | -            | Agriculteur                                                                                              |
| 1876                                     | 1896                         | Michel Roche-Chaduc            | -            | Agriculteur                                                                                              |
| 1896                                     | 1900                         | Michel Bourcheix               | -            | Agriculteur                                                                                              |
| 1900                                     | 1912                         | Francisque Noellet-Roche       | -            | Agriculteur                                                                                              |
| 1912                                     | 1929                         | Jean Noellet-Degironde         | -            | - |
| 1929                                     | 1935                         | Jean Carsac                    | -            | - |
| 1935                                     |                              | Eugène Martin                  | -            | - |
| 1947                                     | 1965                         | Ernest Cristal                 | -            | - |
| mars 1965                                | septembre 1982               | Georges Digue                  | PS puis DVG  | Médecin                                                                                                  |
| septembre 1982                           | mars 1983                    | Jean Drouin                    |              | Imprimeur                                                                                                |
| mars 1983                                | mars 2008                    | Hubert Tarrérias               | UDF puis UMP | Pharmacien                                                                                               |
| mars 2008                                | 3 juillet 2020               | Christian Sinsard              | PCF puis DVG | Cadre de la Sécurité sociale                                                                             |
| 3 juillet 2020                           | En cours (au 3 juillet 2020) | Sylvain Casildas               | DVD          | 14e vice-président de Clermont Auvergne Métropole chargé des zones d'activités économiques (depuis 2020) |

### Autres élections

#### Élections nationales
Aux élections élections présidentielles de 2002, le président sortant Jacques Chirac (UMP) a recueilli 88,95 % des suffrages exprimés, contre 11,05 % pour Jean-Marie Le Pen (FN) ; au premier tour, Lionel Jospin (PS) arrivait en deuxième position avec 18,77 % des voix (Chirac atteignait alors 20,23 %). En 2007, c'est Ségolène Royal (PS) qui obtient le plus de voix dans la commune (53,03 %) alors que Nicolas Sarkozy remportait l'élection au niveau national (au premier tour, François Bayrou recueillait même 23,97 % des suffrages). En 2012, François Hollande recueille 59,86 % des suffrages. Le taux de participation dépasse 80 % pour ces trois élections au second tour (respectivement 80,77 %, 84,75 % et 80,91 %).
Aux élections législatives de 2002, dans la 2e circonscription du Puy-de-Dôme, le député Alain Néri a recueilli 52,67 % des suffrages exprimés — celui-ci est élu dans la circonscription — ; Paul Suss est battu avec 47,33 % des voix. En 2007, Alain Néri est réélu avec 57,42 % des voix, y compris dans la circonscription. Le redécoupage des circonscriptions législatives de 2010 affecte la commune qui se retrouve dans la 4e circonscription : Jean-Paul Bacquet recueille 42,69 % des suffrages exprimés et est élu au premier tour en 2012. Les taux de participation sont globalement moyens (respectivement 61,85 %, 60,36 % et 56,57 %).
Aux élections européennes de 2004, Catherine Guy-Quint recueillait 35,97 % des voix et Brice Hortefeux 21,38 %. En 2009, Jean-Pierre Audy obtient 26,80 % et Henri Weber 20,33 %. En 2014, la liste UMP menée par Brice Hortefeux a recueilli 22,54 % des voix, suivie par la liste UG avec 16,24 %, puis la liste FN avec 14,49 %. Le taux de participation est inférieur à 50 % pour les 3 élections (47,75 % en 2004, 42,23 % en 2009 et 45,95 % en 2014).

#### Élections locales
Aux élections régionales de 2004, Pierre-Joël Bonté a recueilli 54,25 % des suffrages exprimés tandis que le président sortant Valéry Giscard d'Estaing n'obtient que 45,75 % des voix ; le premier est élu ; le taux de participation s'élevait à 68,94 %. En 2010, René Souchon obtient 63,12 % des voix (il est élu dans la région), mais seulement 52,15 % des électeurs ont voté. En décembre 2015, les listes de Laurent Wauquiez et de Jean-Jack Queyranne sont arrivées à égalité avec 43,91 % des suffrages exprimés chacune ; 61,85 % des électeurs ont voté.
Aux élections cantonales de 2008 : Laurence Mioche obtient 52,20 % des voix — elle est élue dans le canton — et Hubert Tarrérias 47,80 % ; 66,15 % des électeurs ont voté. Ces élections deviennent départementales où en 2015, le binôme Pierre Riol - Éléonore Szczepaniak a recueilli 51,20 % des voix, élu dans le canton. 51,28 % des électeurs ont voté, taux légèrement supérieur à la moyenne du canton.
Aux élections municipales de 2008, Christian Sinsard, de la liste « La gauche unie »,, sort vainqueur d'une triangulaire avec 49,22 % des suffrages exprimés et 22 sièges gagnés au conseil municipal. Pierre-Jean Bargnoux (« Pour Aubière aujourd'hui ») et Jérôme Girard-Liovingut (liste « Un seul parti pris Aubier ») sont battus avec respectivement 6 et 1 sièges. 63,80 % des électeurs ont voté. En 2014, Christian Sinsard (liste « Aubière, un bilan, un projet, une équipe ») est réélu au second tour avec 43,42 % des voix et 21 sièges ; Sylvan Casildas (UMP, « Ensemble pour l'avenir d'Aubière ») et Nicole Lozano (DVG, « Nouvelle donne pour Aubière ») sont battus (respectivement 6 et 2 sièges). 64,43 % des électeurs ont voté. Un nouveau maire est élu en 2020.

### Jumelages
Au 12 mai 2021, la ville de Aubière est jumelée avec Grevenmacher (Luxembourg), depuis 1980, et Sperlonga (Italie) depuis 1987.

## Équipements et services publics

### Eau, assainissement et déchets
Les compétences « assainissement collectif » et « assainissement non collectif » sont assurées par Clermont Auvergne Métropole sur le territoire communal.
La gestion des déchets est assurée par la métropole. La déchèterie la plus proche est à Romagnat.

### Espaces publics

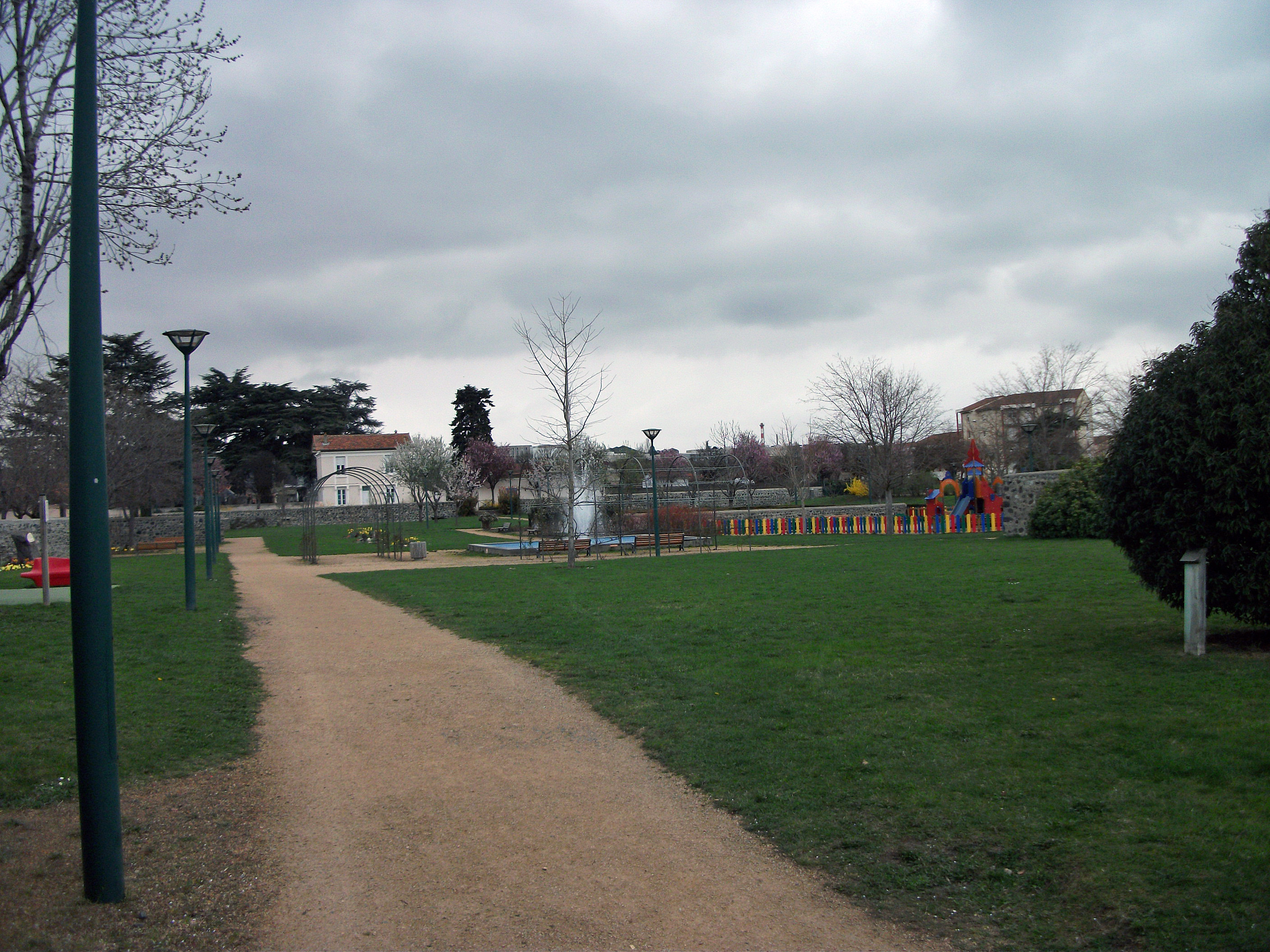
Parc Franck-Bayle.

Depuis 2009, la commune d'Aubière a amélioré les pratiques d'entretien des espaces verts, en acquérant du matériel électrique pour réduire la pollution, des broyeurs de végétaux, ou encore des fleurs moins consommatrices d'eau et d'une durée de vie plus élevée par rapport à des fleurs traditionnelles.
- Parc Franck-Bayle[AUB 5].
- Square Théringaud[AUB 5].

En février 2009, la commune a initié un Agenda 21.

### Enseignement
Aubière dépend de l'académie de Clermont-Ferrand. Elle gère les deux écoles maternelle et élémentaire publiques Beaudonnat et Vercingétorix.
Le conseil départemental du Puy-de-Dôme gère de son côté le collège public Joliot-Curie. Tous les élèves sont scolarisés par défaut dans ce collège, conformément à la carte scolaire en vigueur dans le département, à l'exception des habitants du quartier du Mirondet fréquentant le collège de Beaumont.
Le groupe scolaire Saint-Joseph, composé de l'école élémentaire et du collège, est un établissement d’enseignement privé.
Les lycéens se rendent à Clermont-Ferrand, au lycée Jeanne-d'Arc ou à lycée Blaise-Pascal pour les filières générales. Les premières et terminales STI2D sont scolarisés aux lycées Lafayette ou Roger-Claustres à Clermont-Ferrand et les STMG au lycée Sidoine-Apollinaire.
Le campus des Cézeaux abrite plusieurs composantes de l'Université Clermont Auvergne, dont l'unité de formation et de recherche (UFR) Sciences et Technologies (ST), comptant 4 313 étudiants en 2014-2015, Sciences et techniques des activités physiques et sportives (STAPS, 1 149 étudiants), l'institut français de mécanique avancée (IFMA) ou l'institut supérieur d'informatique, de modélisation et de leurs applications (ISIMA) et l'institut universitaire de technologie de Clermont-Ferrand.

### Santé
L'hôpital le plus proche est le CHU Gabriel-Montpied, dans le quartier Saint-Jacques, au sud de Clermont-Ferrand, non loin d'Aubière.

### Justice, sécurité, secours et défense
Aubière dépend du conseil de prud'hommes, des tribunaux judiciaire, de commerce, paritaire des baux ruraux et pour enfants de Clermont-Ferrand, de la cour d'appel de Riom et de la cour d'assises du Puy-de-Dôme.

## Population et société

### Démographie
Les habitants sont nommés les Aubiérois

#### Évolution de la population
L'évolution du nombre d'habitants est connue à travers les recensements de la population effectués dans la commune depuis 1793. Pour les communes de plus de 10 000 habitants les recensements ont lieu chaque année à la suite d'une enquête par sondage auprès d'un échantillon d'adresses représentant 8 % de leurs logements, contrairement aux autres communes qui ont un recensement réel tous les cinq ans,.
En 2022, la commune comptait 10 273 habitants, en évolution de +0,86 % par rapport à 2016 (Puy-de-Dôme : +2,1 %, France hors Mayotte : +2,11 %).
Néanmoins, en 2006, Aubière comptait 10 065 habitants et bénéficiait d'une enquête par sondage. La population 2012 étant passée sous les 10 000 habitants, le décret no 2015-379 du 1er avril 2015 place Aubière avec les communes recensées en 2007.
| 1793  | 1800  | 1806  | 1821  | 1831  | 1836  | 1841  | 1846  | 1851  |
| ----- | ----- | ----- | ----- | ----- | ----- | ----- | ----- | ----- |
| 1 491 | 2 948 | 3 106 | 3 487 | 3 513 | 3 753 | 3 775 | 3 582 | 3 780 |

| 1856  | 1861  | 1866  | 1872  | 1876  | 1881  | 1886  | 1891  | 1896  |
| ----- | ----- | ----- | ----- | ----- | ----- | ----- | ----- | ----- |
| 3 839 | 3 955 | 3 920 | 3 767 | 3 260 | 3 352 | 3 289 | 3 265 | 3 248 |

| 1901  | 1906  | 1911  | 1921  | 1926  | 1931  | 1936  | 1946  | 1954  |
| ----- | ----- | ----- | ----- | ----- | ----- | ----- | ----- | ----- |
| 3 032 | 2 860 | 2 861 | 3 268 | 3 406 | 3 474 | 3 433 | 4 063 | 4 725 |

| 1962  | 1968  | 1975  | 1982  | 1990  | 1999  | 2006   | 2011  | 2016   |
| ----- | ----- | ----- | ----- | ----- | ----- | ------ | ----- | ------ |
| 6 820 | 7 844 | 9 190 | 8 674 | 9 106 | 9 898 | 10 065 | 9 475 | 10 185 |

| 2021   | 2022   | - | - | - | - | - | - | - |
| ------ | ------ | - | - | - | - | - | - | - |
| 10 211 | 10 273 | - | - | - | - | - | - | - |

#### Les ménages
La commune comptait, en 2013, 4 780 ménages totalisant 9 002 habitants. 47,6 % des ménages ne comptent qu'une personne. Cette part est en hausse par rapport à 2008.
Parmi les 2 418 ménages avec famille, 37,2 % étaient des couples avec enfants, 12,2 % des familles monoparentales et 50,6 % des couples sans enfant.

#### Pyramide des âges
La population de la commune est relativement jeune.
En 2018, le taux de personnes d'un âge inférieur à 30 ans s'élève à 45,5 %, soit au-dessus de la moyenne départementale (34,2 %). À l'inverse, le taux de personnes d'âge supérieur à 60 ans est de 23,4 % la même année, alors qu'il est de 27,9 % au niveau départemental.
En 2018, la commune comptait 5 307 hommes pour 5 438 femmes, soit un taux de 50,61 % de femmes, légèrement inférieur au taux départemental (51,59 %).
Les pyramides des âges de la commune et du département s'établissent comme suit.
| Hommes | Classe d’âge | Femmes |
| ------ | ------------ | ------ |
| 0,7    | 90 ou +      | 2,2    |
| 6,0    | 75-89 ans    | 9,7    |
| 13,0   | 60-74 ans    | 15,2   |
| 15,7   | 45-59 ans    | 16,9   |
| 14,9   | 30-44 ans    | 14,6   |
| 37,1   | 15-29 ans    | 30,3   |
| 12,6   | 0-14 ans     | 11,0   |

| Hommes | Classe d’âge | Femmes |
| ------ | ------------ | ------ |
| 0,7    | 90 ou +      | 2,1    |
| 7,4    | 75-89 ans    | 10,2   |
| 17,7   | 60-74 ans    | 18,6   |
| 20,2   | 45-59 ans    | 19,2   |
| 18,4   | 30-44 ans    | 17,4   |
| 18,6   | 15-29 ans    | 17,2   |
| 17     | 0-14 ans     | 15,3   |

### Manifestations culturelles et festivités
- La fête de la Rosière a lieu au printemps. C'est à cette occasion qu'est élue la rosière.
- Chaque année en septembre (ou fin août comme en 2016), Aubière organise la Foire de la Saint-Loup. Il s'agit d'un grand vide-grenier[AUB 6].

### Sports

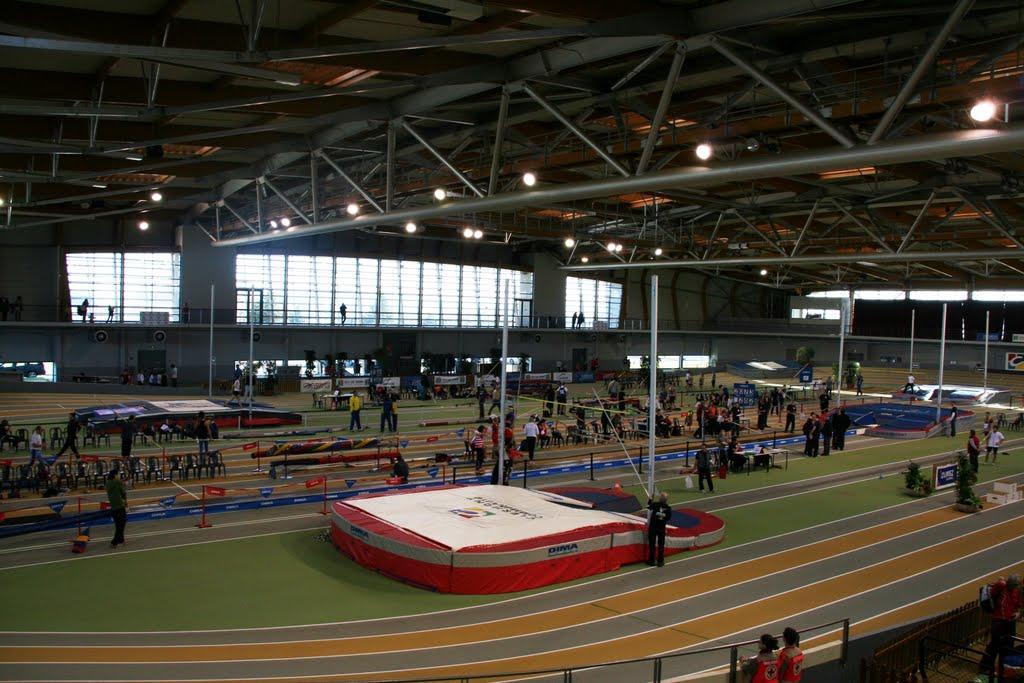
Le stadium Jean-Pellez en janvier 2011 lors du Perche Élite Tour.

Aubière compte un club de football aux couleurs jaune et bleu de la ville, qui joue et s'entraîne au stade Beaudonnat, ainsi qu'une Amicale laïque (basket, tennis, handball…) des associations de danse, un gymnase pour la pratique du judo/karaté, un club d'athlétisme.
Depuis 2002, le stadium Jean-Pellez accueille des compétitions d'athlétisme.

### Médias
Les kiosques proposent La Montagne (éditions de Clermont-Ferrand).

## Économie

### Revenus de la population et fiscalité
En 2011, le revenu fiscal médian par ménage s'élevait à 28 663 €, ce qui plaçait Aubière au 18 330e rang des communes de plus de 49 ménages en métropole.

### Emploi
En 2013, la population âgée de quinze à soixante-quatre ans s'élevait à 6 853 personnes, parmi lesquelles on comptait 63,9 % d'actifs dont 55,7 % ayant un emploi et 8,2 % de chômeurs.
On comptait 9 068 emplois dans la zone d'emploi. Le nombre d'actifs ayant un emploi résidant dans la zone étant de 3 849, l'indicateur de concentration d'emploi est de 235,6 %, ce qui signifie que la commune offre plus de deux emplois par habitant actif.
Sur les 9 117 emplois, la commune compte plus d'employés (2 616, 26,7 %) que de cadres ou professions intellectuelles supérieures (2 544, 27,9 %) ou de professions intermédiaires (2 379, 26,1 %) ou encore d'ouvriers (1 262, 13,8 %).
3 508 des 3 849 personnes âgées de quinze ans ou plus (soit 91,1 %) sont des salariés. Plus d'un quart des actifs (26,6 %) travaillent dans la commune de résidence.

### Entreprises
La commune abrite le siège social de seize grandes entreprises, réalisant plus de dix millions d'euros de chiffre d'affaires.

### Agriculture
L'agriculture représente une part marginale dans l'économie de la commune. En 2013, elle ne comptait que trois agriculteurs exploitants (contre aucun en 2008) et douze emplois, soit 0,1 %.
Le recensement agricole de 2010 faisait état de sept exploitations agricoles, contre huit en 2000 et onze en 1988.
La superficie agricole utilisée sur ces exploitations est de 69 hectares en 2010. Ces exploitations sont individuelles ; il n'existe aucun GAEC.
On trouve sur le territoire de la commune de nombreux jardins potagers privés, toutefois la pression démographique et foncière voit peu à peu se réduire la superficie de ces terrains.

### Industrie
L'industrie représente 619 emplois sur la commune (soit 6,8 %)

### Commerce et services
Le commerce représente la majorité des emplois dans la commune : 5 712 emplois (62,7 %) en 2013.
La zone commerciale Plein Sud, à l'est du centre-ville, et bordée par les routes départementales 21 et 2009, comprend soixante boutiques, dont l'hypermarché Auchan.
Au sud de ce centre commercial, un fast-food à l'enseigne Burger King est implanté depuis 2017, à côté de Auchan Drive. Son installation était sujette à polémique. Le chantier, dont le permis de construire a été déposé en 2012, a été arrêté en 2016 en raison de sa non-conformité au code de l'urbanisme, le maire invoquant les conditions de circulation autour du restaurant, notamment concernant le drive. Il ouvre finalement au public le 5 décembre 2017.

### Tourisme
Au 1er janvier 2016, la commune comptait sept hôtels, totalisant 377 chambres : un hôtel trois étoiles, trois classés deux étoiles, deux classés une étoile et un autre non classé.
Il n'existe aucun camping, résidence de tourisme, village vacances ou autre hébergement collectif dans la commune.

## Culture locale et patrimoine

### Lieux et monument

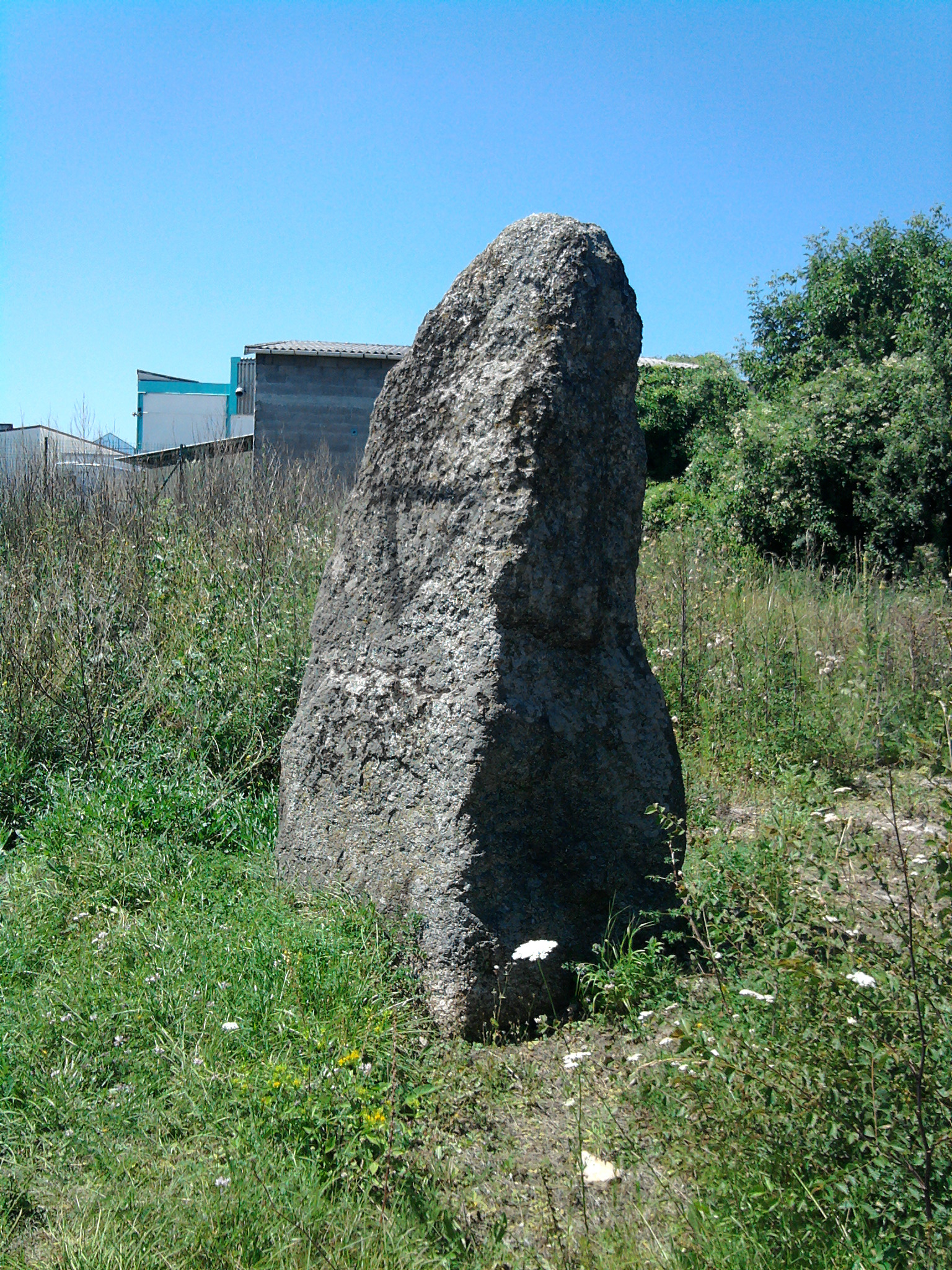
Menhir de La Pardieu.

- Le menhir du Pont d'Aubière, dressé allée Bourbaki, au lieu-dit des Sauzes, est certainement le monument le plus ancien de la commune. Il fait l'objet d'une inscription au titre des monuments historiques le 1er mars 1971[54]. On l'appelle parfois La Pierre Piquée.
- Une seconde pierre remarquable de la commune, moins impressionnante, est dressée à l'angle de la rue de Pourliat et du chemin des Prés de Roche. De forme parallélépipédique, elle semble être de facture plus tardive et évoque plutôt une borne de limite, peut-être médiévale. Curieusement, elle porte également le même nom de Pierre Piquée (évolution de Pierre Fichée en terre) typique des monuments anciens.
- Caves sur les coteaux dominant la ville. Elles ont été construites entre le XVIe siècle et la fin du XIXe et témoignent du passé viticole de la commune ; certaines sont encore utilisées pour l'affinage du fromage ou la conservation du vin. On dénombre environ 900 caves, accessibles par 180 entrées différentes[AUB 7].

### Personnalités liées à la commune
- Victor Pachon (1867-1939), médecin et physiologiste français, inventeur d'un appareil destiné à mesurer la pression artérielle, est enterré à Aubière[55] où une rue porte son nom.
- Anna Livebardon (1910-2001), poétesse, est née à Aubière. Elle a reçu le Prix Auguste-Capdeville de l'Académie Française en 1982.
- Christian Forestier (1944-2025), né à Aubière. Ancien élève de l'école primaire Vercingétorix, président de l'université de Saint-Étienne, recteur des académies de Reims, Dijon, Créteil et Versailles, directeur des enseignements secondaires puis des enseignements supérieurs au ministère de l'Éducation nationale, directeur de cabinet de Jack Lang, administrateur général du CNAM, aujourd'hui président de la Fondation Santé des Étudiants de France et des ESPÉ de Versailles et Guyane et aussi président du comité d'organisation des concours « Un des meilleurs ouvriers de France ». Christian Forestier est commandeur de la Légion d'honneur et des palmes académiques. Il est le fils de Denise Geilhes née à Aubière (1922-1998) et de Auguste Forestier (1919-2015).
- André Chassaigne (1950-), homme politique, a a passé son enfance à Aubière. Député de la cinquième circonscription du Puy-de-Dôme depuis 2002[56].
- Thierry Laget, (1959-), écrivain, a vécu une partie de son enfance à Aubière[57].
- Renaud Lavillenie (1986-) champion olympique de la perche et détenteur du record du monde à 6,16 m le 15 février 2014, s'entraîne au stadium Jean-Pellez à Aubière.

### Héraldique
| Blason | Blasonnement : D'azur à la fasce d'or. |